# Crook (Durham)

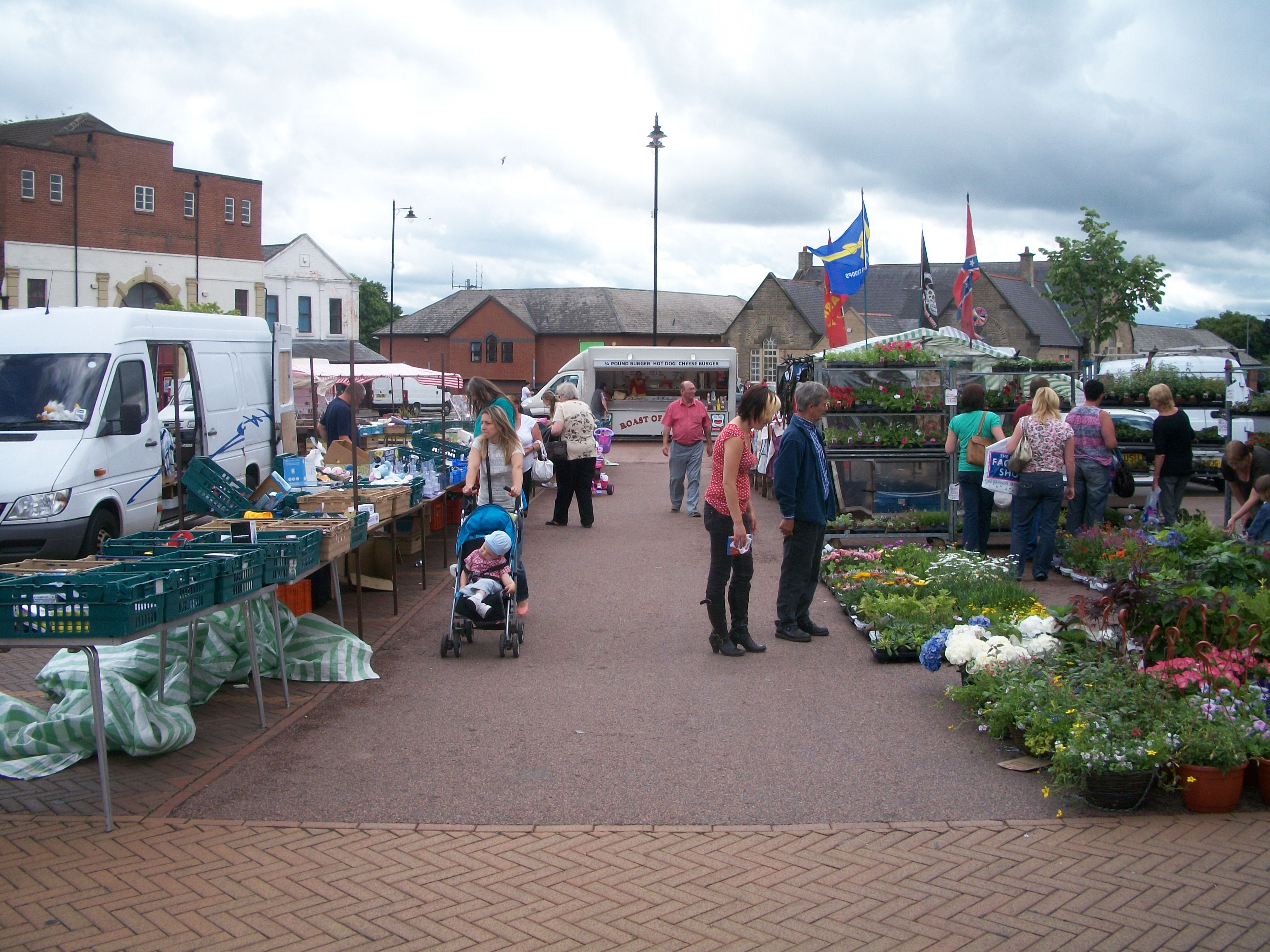
Crook

Crook é uma cidade histórica localizada no condado de Durham, no nordeste da Inglaterra, com 10 019 habitantes.